# 플라비오 알메이다
플라비오 알메이다(Flávio Almeida, 1959년)는 브라질 출신의 축구 선수이다.

## 클럽 경력
1985년 K리그 포항제철 돌핀스에 입단하여 한 시즌 동안 활약하였다. 당시 등록명은 '플라비오를 사용하였고 포지션은 수비수였다.
리그 1경기에 출장하였고 공격포인트는 기록하지 못 하였다.